# Зелёные Горы (село)
Зелёные го́ры — село в Вадском районе Нижегородской области. Входит в состав Круто-Майданского сельсовета.

## Из истории
Первое упоминание о селе Зелёные Горы относится ко второй половине XVII века. На мордовских землях строились храмы и монастыри для приобщения местного населения к христианской вере.
В 1653 году группа монахов во главе с Иноком Ионой основали в районе нынешнего села Зелёные Горы свою обитель. Монахи имели храмоизданную грамоту и Указ царя Алексея Михайловича. Обитель получила название Белой Горы.
В 1654 году начали строительство рубленого пятиглавого храма. В 1664 году храм был освящён и начал действовать. Первое время монахи бедствовали. По просьбе строителя монастыря Феодосия монахи получили разрешение пользоваться бортнями в Кержатском (Елховском) овраге на Белой Горе, с условием взноса в казну мёдом.
По указу Алексея Михайловича на прошение игумена Афанасия повелено отмежевать монастырю две квадратных версты леса со всеми угодьями в безоброчное пользование. На этой базе монастырь начал расти, появилось три церкви. Возводится сначала деревянная, а затем каменная ограда вокруг монастырских зданий.
Мужской монастырь просуществовал вплоть до 1764, он был устранён по причине того, что монахи разбежались в страхе перед повстанцами Пугачёва. После упразднения мужского монастыря село стало называться Спас Зелёные Горы. 
В 1797 году около монастыря был построен приходской каменный храм (престолы: главный – Казанской Божией Матери, придел – святого Николая Чудотворца), к ней отошла монастырская колокольня строителя Феодосия.
С 1800 года на месте бывшего монастыря возникла женская община, и в 1842 году он был возобновлён как женский монастырь, получивший в 1893 году статус третьеклассного. Здесь в ранние годы служения в Саровском монастыре неоднократно бывал Серафим Саровский. По преданию, источники «12 ключей» около села открыты именно им.
В первые годы Советской власти монастырь был закрыт, а храмы разрушены. До наших дней дошли остатки приходской Казанской церкви и часть монастырских корпусов.

## Население
| 1999 | 2002 | 2010 |
| ---- | ---- | ---- |
| 479  | ↘450 | ↘390 |